# Jorge Bornhausen

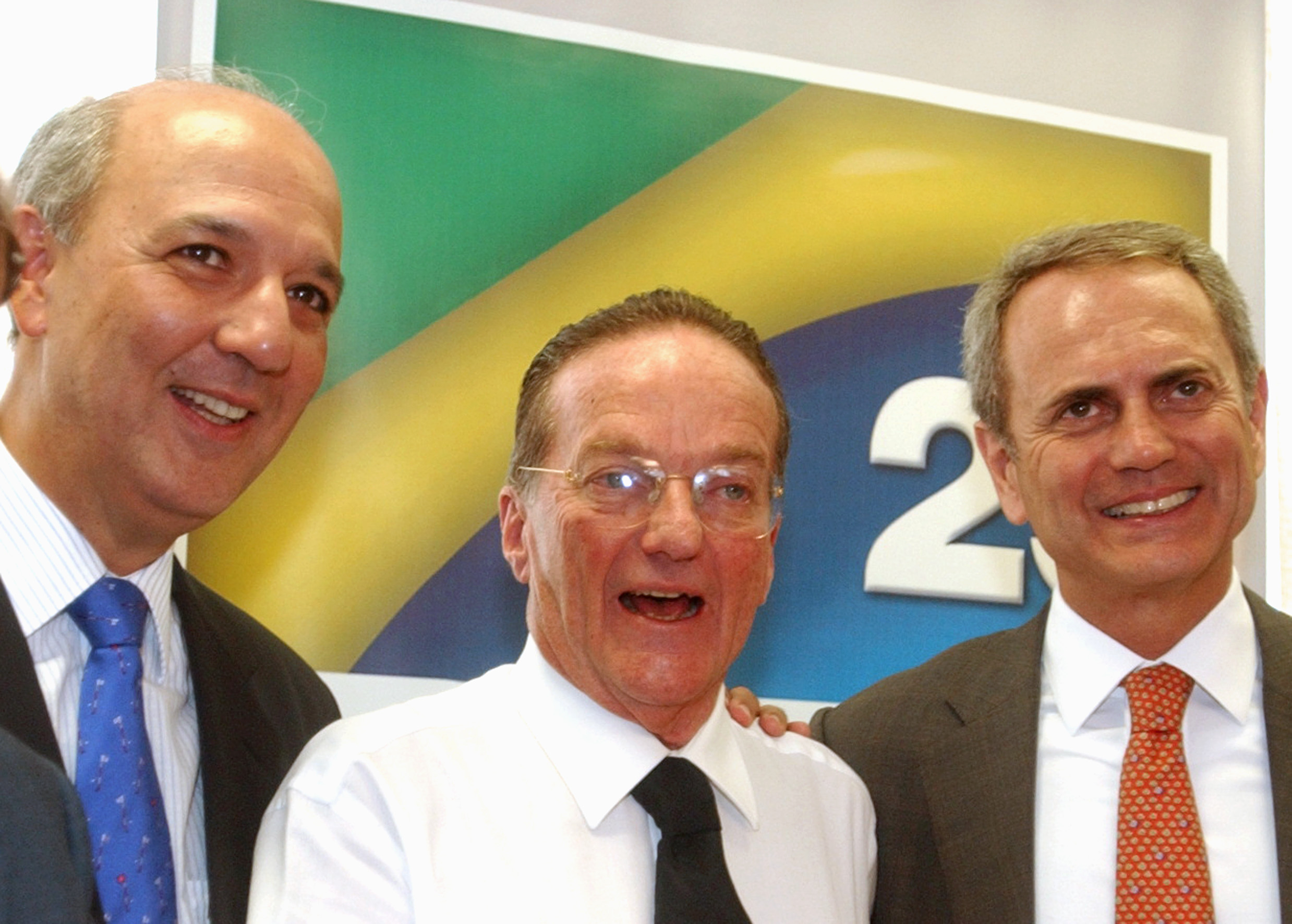
Jorge Bornhausen (Mitte) mit José Roberto Arruda (links) und Paulo Octávio (rechts) im Oktober 2006.

Jorge Konder Bornhausen (* 1. Oktober 1937 in Rio de Janeiro) ist ein brasilianischer Politiker und Anwalt.

## Leben
Bornhausen ist der Sohn des Politikers Irineu Bornhausen, der von 1951 bis 1956 Gouverneur von Santa Catarina war.

## Politische Laufbahn
Jorge Bornhausen ist Mitglied der Democratas und war Präsident von deren Vorgängerpartei Partido da Frente Liberal. Unter seiner Führung versuchte die Partei im Sommer 2005 ein Amtsenthebungsverfahren gegen Lula da Silva einzuleiten. Sie fanden es unwahrscheinlich, dass er nichts von der Korruption in seinem Umfeld gewusst habe.
Von März 1967 bis März 1971 war Bornhausen Vizegouverneur von Santa Catarina. Von 1979 bis 1982 war er zum Gouverneur von Santa Catarina gewählt worden. Von 1983 bis 1991 und 1999 bis 2007 war er für Santa Catarina Mitglied des brasilianischen Senats. Zwischenzeitlich hat er von Februar 1986 bis Oktober 1987 das Amt des Bildungsministers inne und fungierte von 1997 bis 1999 als Botschafter seines Landes in Portugal.